# George David Birkhoff
George David Birkhoff (Overisel, Michigan, 21 de março de 1884 — Cambridge, 12 de novembro de 1944) foi um matemático estadunidense, mais conhecido pela elaboração do teorema ergódico. Birkhoff foi um dos mais importantes matemáticos de sua geração. Pai do também matemático Garrett Birkhoff.

## Trabalho
Em 1912, tentando resolver o problema das quatro cores, Birkhoff introduziu o polinômio cromático. Embora essa linha de ataque não tenha se mostrado frutífera, o próprio polinômio tornou-se um importante objeto de estudo na teoria algébrica dos grafos.
Em 1913, ele provou o "Último Teorema Geométrico" de Poincaré, um caso especial do problema dos três corpos, um resultado que o tornou mundialmente famoso. Em 1927, ele publicou seu Dynamical Systems. Ele escreveu sobre os fundamentos da relatividade e da mecânica quântica, publicando (com Rudolf Ernest Langer) a monografia Relativity and Modern Physics em 1923. Em 1923, Birkhoff também provou que a geometria de Schwarzschild é a única solução esfericamente simétrica das equações de campo de Einstein. Uma consequência é que os buracos negros não são apenas uma curiosidade matemática, mas podem resultar de qualquer estrela esférica com massa suficiente.
O resultado mais duradouro de Birkhoff foi sua descoberta em 1931 do que hoje é chamado de teorema ergódico. Combinando insights da física sobre a hipótese ergódica com a teoria da medida, esse teorema resolveu, pelo menos em princípio, um problema fundamental da mecânica estatística. O teorema ergódico também teve repercussões na dinâmica, teoria da probabilidade, teoria dos grupos e análise funcional. Ele também trabalhou na teoria dos números, no problema de Riemann-Hilbert e no problema das quatro cores. Ele propôs uma axiomatização da geometria euclidiana diferente do de Hilbert; este trabalho culminou em seu texto Basic Geometry (1941).
Sua Aesthetic Measure de 1933 propôs uma teoria matemática da estética. Enquanto escrevia este livro, ele passou um ano estudando arte, música e poesia de várias culturas ao redor do mundo. Em 1938, Electricity as a Fluid combinou suas ideias sobre filosofia e ciência. Sua teoria da gravitação de 1943 também é intrigante, pois Birkhoff sabia (mas não parecia se importar) que sua teoria permite como fontes apenas a matéria, que é um fluido perfeito no qual a velocidade do som deve ser igual à velocidade da luz.

## Publicações
- Collected Mathematical Papers, 3 Bde., 1950 (mit 3 Portraits)
- Proof of Poincaré's geometric theoremTrans. Amer. Math. Soc. Bd. 14, 1913, S.14-22.
- Dynamical Systems with Two Degrees of Freedom Trans. Amer. Math. Soc. Bd.18, 1917, S.199-300.
- «Proof of the ergodic theorem, Proceedings National Acad. Sci. USA, Bd. 17, 1931, S.656-660, pdf Datei»
- What is the ergodic theorem?, American Mathematical Monthly, Bd. 49, 1942, S.222-226,
- Dynamical Systems, AMS, 1927
- Basic Geometry, 1941, 3. Auflage Chelsea Publishing 1959
- Aesthetic Measure, Harvard University Press 1933